# Inhuldiging Koningin Wilhelmina te Amsterdam
De Inhuldiging van Koningin Wilhelmina te Amsterdam is een korte documentairefilm uit 1898, geregisseerd door de vroege Nederlandse filmexporteur F.A. Nöggerath senior. Het filmmateriaal legt de koetstocht naar de Nieuwe Kerk in Amsterdam van Koningin Wilhelmina vast ter gelegenheid van haar inhuldiging als koningin. De film heeft de reputatie de oudst overlevende Nederlandse film te zijn.